# 長谷場久美
長谷場 久美（はせば くみ、現姓：浅田、1963年7月27日 - ）は、日本の元ウエイトリフティング選手で、現在は指導者。岩手県釜石市生まれ、茨城県水戸市育ち。日本における女子ウエイトリフティングのパイオニア。常磐大学高等学校・東京女子体育大学卒業。夫である浅田浩伸もウエイトリフティング選手。

## 来歴
中学時代はバスケットボール部所属で、大学まで陸上の砲丸投げ選手として活躍。卒業後の1986年に教員として埼玉栄高校に赴任後も砲丸投げを続けるが、トレーニングでバーベルを上げる姿が日本ウエイトリフティング協会関係者の目に留まり、転向。翌年に埼玉県立スポーツセンターで開催されたアジアウエイトリフティング選手権の公開競技に加藤令子とともに参加。これが日本における女子ウエイトリフティングの始まりであった。
この年から始まった全日本女子選手権では75kg級で優勝し、以降同大会では12連覇を達成。
世界選手権には第1回より出場。1991年の第5回より3大会連続で銀メダルを獲得。アジア競技大会でも1990年・1994年の2大会連続で銀メダルを獲得した。
1996年に引退を考え始めたが、2000年シドニーオリンピックより女子競技が正式種目に採用されることを聞き現役続行。しかし膝の手術のため1999年日本選手権を辞退。オリンピック出場は適わなかった。
2000年に日本王座を奪還し、通算13度の優勝を記録。これを最後に第一線から退く。
ベスト記録はスナッチ93kg、ジャーク120kg、トータル207.5kg。
その後、女子日本代表監督に就任。アテネ・北京のオリンピック2大会で指揮を執る。
その後は金沢学院大学で指導に当たった後、石川県珠洲市嘱託職員として指導。
現在はスズドリームクラブ代表として指導に当たっている。
2009年からは「釜石応援ふるさと大使」を務める。